# Gongora maculata
Gongora
Genre
Classification phylogénétique
Gongora maculata est une espèce d'orchidées épiphytes originaire des forêts du Trinidad,du Guyana et du Pérou. On connaît deux variétés de cette espèce :
1. Gongora maculata var. lactea (Trinidad)
2. Gongora maculata var. maculata (Guyana, Pérou).